# 植松忠雄
植松 忠雄（うえまつ ただお、1967年、12月7日 - ）は、東京都日野市出身の日本の実業家。株式会社ウエマツの代表取締役社長であり、レーシングドライバー兼監督。愛称は（ウエマティ）。

## 経歴[1]
父の影響で子供の頃からバイクを嗜み、8歳からモトクロスをしていた。
1987年19歳の時にアメリカクラッシックカーの販売を開始。当時の社名はダックオート。
バブル崩壊と共に事業に失敗し、海外へ渡り約2年間世界放浪の旅をする。
1991年に帰国、日本製絶版オートバイの販売を開始。
1992年、東京都日野市に資本金300万円で有限会社ウエマツを設立。1970年代を中心に、当時アメリカに輸出された日本製オートバイを逆輸入し日本国内で販売開始。同時に南米などに日本製オートバイの輸出を始める。
2002年有限会社ウエマツから株式会社ウエマツへ社名変更。2008年東京都八王子市宇津木町に本社移転。
2013年から全国に支店展開を初め、2025年現在、東京本社、東海店、関西店、九州店、東北店、北海道道北出張所の6店舗を展開した。
レーシングドライバーとしては、2002年にスポット参戦したスーパー耐久レースで、中村義明監督((株)中春)に声をかけられ、全日本GT選手権(現スーパーGT)GT300クラスチャンピオンのTeamダイシンのオーディションに参加し合格。2003年、ダイシンADVANシルビアにて全日本GT選手権GT300クラスに星野一樹とデビュー。全日本GT選手権が初めてのフル参戦レースで、殆どのコースが初めて走るコースだったが、全戦でポイント獲得、シリーズランキング6位を獲得した。以降、カーレースに参戦し続け、2006,2013,2014,2018,2020,2022,2024年と、各レースで、シリーズチャンピオンを取り続けている。
2004年、自動車レースフル参戦2年目にして全日本GT選手権GT500に参戦。HITOTSUYAMA Racingより光貞秀俊とFerrari 550 Maranello GTSでフル参戦する。
2005年、全日本GT選手権にR&Dスポーツより柴原眞介とWILLCOM Vimac 350RでGT300にフル参戦。
2006年、Team UEMATSU発足。ナインテンとのコラボで全日本GT選手権に洗剤革命ポルシェ 911 GT3RSでフル参戦。
2007年、Vimac320RをR&Dスポーツから購入、スーパーGT、GT300クラスフル参戦。
2008年、Vimac350RをNOVAエンジニアリングより購入、スーパーGTにTeam UEMATSUとして#4 EBRO UEMATSU 320Rと、#16 CHUGAI UEMATSU 350Rで2台体制で参戦、最高位4位。この年を最後にGT参戦を休止。
2013年スーパー耐久にレース復帰をし、2006年のST-3クラス（DIXCEL ADVAN RX-7）シリーズチャンピオンに続き、2013年、2014年と、ST-4クラス連続シリーズチャンピオンを獲得、2017年には、最高峰クラスのST-X(Y's Distraction GTR)に参戦、第3戦鈴鹿5時間耐久レースで優勝した。
2018年はTeam HONDAの一員として、ST-TCRクラスにModulo with DOMEより#97 Modulo CVIC TCRで参戦、元F1ドライバー中野信治、小林崇志、大津弘樹と共に、4度目のシリーズチャンピオンを獲得した。
2019年、ピレリスーパー耐久シリーズにModulo Racing with DOMEが参戦し、ホンダ・シビック・タイプR TCRで植松忠雄、中野信治、大津弘樹の4名のドライバーが参加。4人目のドライバーにはST-TCRクラス参戦経験を持つ遠藤光博が加わり、チーム監督は彦田訓昌が務める。
2020年、Floral Racingを彦田訓昌監督が発足、スーパー耐久シリーズにCIVIC TCRを購入し、Aドライバーに植松忠雄、Bに元F1ドライバーの井出雄二、CにスーパーGTで優勝経験を持つ川端伸太朗起用、1.５ポイント差でシリーズチャンピオンを獲得した。
2021年、Floral RacingがABSSA Racing澤圭太とコラボし、McLaren720s GT3で、最高峰のスーパー耐久STXクラスに参戦、１勝し、シリーズランキング２位を獲得。
2022年、SRO GT World challengeに、TeamUEMATSUからエントリー、McLaren720s GT3で、内田康之選手とAMクラスシリーズチャンピオンを獲得。
2023年、同上レースにスポット参戦、出場レース全てで表彰台に上がる。
2024年、SRO GT World challengeに、Team MACCHINAを立ち上げ、3年目となるMcLaren720s GT3でフル参戦。ソロドライブにて2度目となるAMクラスシリーズチャンピオンを獲得。

## レース戦績[2][3]
- 1993年：MCFAJ全日本モトクロスグランプリジュニア250ccクラス2位
- 1994年：アメリカAMAロードレース オレゴンラウンド 3位

### 全日本GT選手権/SUPER GT
| 年     | チーム                        | 使用車両                | クラス | 1       | 2       | 3       | 4       | 5      | 6       | 7      | 8      | 9       | 順位 | ポイント |
| ------ | ----------------------------- | ----------------------- | ------ | ------- | ------- | ------- | ------- | ------ | ------- | ------ | ------ | ------- | ---- | -------- |
| 2003年 | TEAM DAISHIN                  | 日産・シルビア          | GT300  | TAI 7   | FSW 6   | SUG 7   | FSW 4   | FSW 2  | TRM 4   | AUT 10 | SUZ 4  |         | 6位  | 61       |
| 2004年 | HITOTSUYAMA RACING            | フェラーリ・550マラネロ | GT500  | TAI 15  | SUG DNQ | SEP 13  | TOK 16  | TRM 14 | AUT 15  | SUZ 14 |        |         | NC   | 0        |
| 2005年 | R&D SPORT                     | ヴィーマック・350R      | GT300  | OKA Ret | FSW 8   | SEP 11  | SUG Ret | TRM 10 | FSW DSQ | AUT 16 | SUZ 22 |         | 17位 | 5        |
| 2006年 | 910RACING WITH TEAM ISHIMATSU | ポルシェ・911 GT3RS     | GT300  | SUZ 15  | OKA 19  | FSW Ret | SEP 11  | SUG    | SUZ 12  | TRM 14 | AUT    | FSW 18  | 32位 | 4        |
| 2007年 | YOKOYAMA RACING               | ヴィーマック・320R      | GT300  | SUZ 15  | OKA     | FSW 7   |         |        |         |        |        |         | 24位 | 5        |
| 2007年 | CLUTCH WORK WITH TTO          | ヴィーマック・320R      | GT300  |         |         |         | SEP 16  | SUG 16 | SUZ 10  | TRM 12 | AUT    | FSW 13  | 24位 | 5        |
| 2008年 | Team UEMATSU NOVA             | ヴィーマック・350R      | GT300  | SUZ 16  | OKA     | FSW Ret | SEP     | SUG    |         |        |        | FSW Ret | NC   | 0        |
| 2008年 | Team UEMATSU NOVA             | ヴィーマック・320R      | GT300  |         |         |         |         |        | SUZ Ret | TRM    | AUT    |         | NC   | 0        |

### スーパー耐久
- 2001年
  - スーパー耐久 SUZUKA 300miles ST2クラス (RSオガワADVANランサー #30 )総合順位11位チーム順位3位
  - もてぎスーパー耐久500 ST2クラス (RSオガワADVANランサー #30 )総合順位5位チーム順位4位
  - 第8回十勝24時間レース ST2クラス (RSオガワADVANランサー #30) 総合順位26位チーム順位3位
  - TIスーパー耐久＆F3レース ST2クラス (RSオガワADVANランサー #30) 総合順位25位チーム順位5位
  - SUGOスーパー耐久レース ST2クラス (RSオガワADVANランサー #30) 総合順位22位チーム順位7位
  - SuperTEC ST2クラス (RSオガワADVANランサー #30) 総合順位33位チーム順位6位
- 2002年
  - もてぎスーパー耐久500 ST2クラス (KUMHO ECSTAランサー #22 )総合順位14位チーム順位4位
  - TIスーパー耐久＆F3レース ST2クラス (KUMHO ECSTAランサー #22)
  - SUGOスーパー耐久レース ST2クラス (KUMHO ECSTAランサー #22 )総合順位18位チーム順位3位
  - スーパーTEC ST2クラス (KUMHO ECSTAランサー #22 )総合順位10位チーム順位4位
- 2003年
  - SUPER TEC RS2クラス (RSオガワADVANランサー #20 )総合順位8位チーム順位2位
- 2004年
  - Hi-land スーパー耐久レース ST3クラス (レーシングスパルコディクセル RX-7 #15 )総合順位14位チーム順位3位
  - MINE 500km RACE ST3クラス (レーシングスパルコディクセル RX-7 #15 )
  - 第11回十勝24時間レース ST3クラス (レーシングスパルコディクセル RX-7 #15 )総合順位10位チーム順位2位
  - TIスーパー耐久レース ST3クラス (エンドレスUEMATSU RX-7 #14 )総合順位23位チーム順位5位
  - もてぎスーパー耐久レース ST3クラス (エンドレスUEMATSU RX-7 #14 )総合順位29位チーム順位9位
- 2006年
  - ハイランド・スーパー耐久レース シリーズ第1戦 ST3クラス (岡部自動車アドバン洗剤革命RX-7 #15 )総合順位13位チーム順位2位
  - スーパー耐久・鈴鹿300マイル ST3クラス (岡部自動車アドバン洗剤革命RX-7 #15 )総合順位10位チーム順位1位
  - 第13回十勝24時間レース ST3クラス (岡部自動車アドバン洗剤革命RX-7 #15 )総合順位28位チーム順位7位
  - スーパーTEC ST3クラス (岡部自動車アドバン洗剤革命RX-7 #15 )総合順位14位チーム順位1位
  - スーパー耐久岡山400kmレース ST3クラス (岡部自動車アドバン洗剤革命RX-7 #15 )総合順位18位チーム順位7位
  - SUGOスーパー耐久レース ST3クラス (岡部自動車アドバン洗剤革命RX-7 #15 )総合順位12位チーム順位2位
  - もてぎスーパー耐久300マイル ST3クラス (岡部自動車アドバン洗剤革命RX-7 #15 )

### スポーツカー耐久
- 2003年：第32回インターナショナルポッカ1000km SEクラス (C-WEST LABS #23 C-WESTアドバンZ33)